# NGC 4271
NGC 4271 este o liner situată în constelația Ursa Mare. A fost descoperită în 17 aprilie 1789 de către William Herschel. Se află la o distanță de 70,7 de megaparseci de Pământ.